# Calvelo (Baños de Molgas)
Calvelo es un lugar situado en la parroquia de Lama Má, del concello de Baños de Molgas, comarca de Allariz-Maceda, en la provincia de Orense, Galicia, España.